# Zlatý glóbus za nejlepší mužský herecký výkon v seriálu (drama)
Zlatý glóbus za nejlepší mužský herecký výkon v seriálu (drama) uděluje Asociace zahraničních novinářů v Hollywoodu (angl. Hollywood Foreign Press Association) na slavnostním ceremoniálu Zlatých glóbů. Kategorie Nejlepší herec v dramatickém seriálu prošla během padesáti let několika změnami. Původně se jmenovala Nejlepší herec v seriálu a poprvé byli v ní ocenění dva herci. Asociace neuvádí, za které seriály ceny udělila.
Do roku 1971 se v seriálech nerozlišoval žánr drama a komedie / muzikál. Žádný z herců nezískal Glóbus víc než dvakrát. Nejvíc nominací obdržel Tom Selleck a to sedm (vyhrál jednou). Dvakrát za sebou vyhráli Telly Savalas za Kojaka, John Forsythe za Dynastii a Hugh Laurie za Dr. House. V roce 1976 byli vítězové dva – Robert Blake a Telly Savalas.
Následující seznam obsahuje jména vítězných herců a seriálů, za které byli ocenění. Rok u jména znamená rok, za který se cena udělovala; nikoliv rok, kdy se konal slavnostní ceremoniál. Má-li seriál český distribuční název, je uveden pod ním.

## Vítězové

### 1961–1970
- 1961: John Daly a Bob Newhart
- 1962: Richard Chamberlain – Dr. Kildare
- 1963: Mickey Rooney – Mickey
- 1964: Gene Barry – Burke's Law
- 1965: David Janssen – Uprchlík
- 1966: Dean Martin – The Dean Martin Show
- 1967: Martin Landau – Mission: Impossible
- 1968: Carl Betz – Judd, For the Defense
- 1969: Mike Connors – Mannix
- 1970: Peter Graves – Mission: Impossible

### 1971–1980
- 1971: Robert Young – Marcus Welby, M.D.
- 1972: Peter Falk – Columbo
- 1973: James Stewart – Hawkins
- 1974: Telly Savalas – Kojak
- 1975: Robert Blake – Baretta a Telly Savalas - Kojak
- 1976: Richard Jordan – The Captains and The Kings
- 1977: Ed Asner – Lou Grant
- 1978: Michael Moriarty – Holocaust
- 1979: Ed Asner – Lou Grant
- 1980: Richard Chamberlain – Šogun

### 1981–1990
- 1981: Daniel J. Travanti – Poldové z Hill Street
- 1982: John Forsythe – Dynastie
- 1983: John Forsythe – Dynastie
- 1984: Tom Selleck – Magnum
- 1985: Don Johnson – Miami Vice
- 1986: Edward Woodward – The Equalizer
- 1987: Richard Kiley – A Year In the Life
- 1988: Ron Perlman – Beauty and the Beast
- 1989: Ken Wahl – Wiseguy
- 1990: Kyle MacLachlan – Městečko Twin Peaks

### 1991–2000
- 1991: Scott Bakula – Quantum Leap
- 1992: Sam Waterston – I'll Fly Away
- 1993: David Caruso – Policie New York
- 1994: Dennis Franz – Policie New York
- 1995: Jimmy Smits – Policie New York
- 1996: David Duchovny – Akta X
- 1997: Anthony Edwards – Pohotovost
- 1998: Dylan McDermott – Advokáti
- 1999: James Gandolfini – Rodina Sopránů
- 2000: Martin Sheen – Západní křídlo

### 2001–2010
- 2001: Kiefer Sutherland – 24 hodin
- 2002: Michael Chiklis – Policejní odznak
- 2003: Anthony LaPaglia – Beze stopy
- 2004: Ian McShane – Deadwood
- 2005: Hugh Laurie – Dr. House
- 2006: Hugh Laurie – Dr. House
- 2007: Jon Hamm – Šílenci z Manhattanu
- 2008: Gabriel Byrne – V odborné péči
- 2009: Michael C. Hall – Dexter
- 2010: Steve Buscemi – Impérium – Mafie v Atlantic City

### 2011–2020
- 2011: Kelsey Grammer – Šéf
- 2012: Damian Lewis – Ve jménu vlasti
- 2013: Bryan Cranston – Perníkový táta
- 2014: Kevin Spacey – Dům z karet
- 2015: Jon Hamm – Šílenci z Manhattanu
- 2016: Billy Bob Thornton – Goliáš
- 2017: Sterling K. Brown – Tohle jsme my
- 2018: Richard Madden – Bodyguard
- 2019: Brian Cox – Boj o moc
- 2020: Josh O'Connor – Koruna

### 2021–2030
- 2021: Jeremy Strong – Boj o moc
- 2022: Kevin Costner – Yellowstone
- 2023: Kieran Culkin – Boj o moc
- 2024: Hirojuki Sanada – Šógun